# Cầu vượt

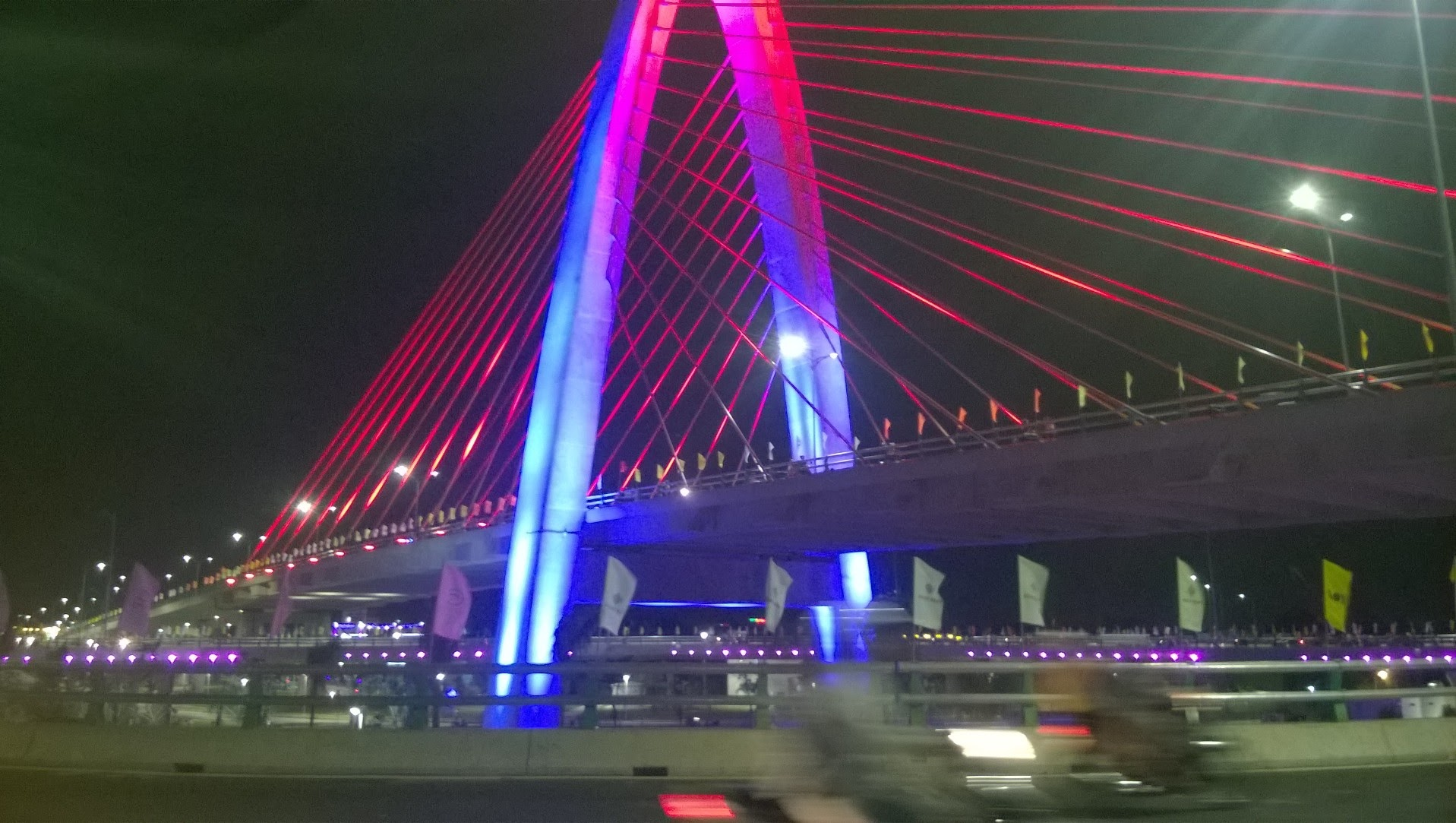
Cầu vượt Ngã Ba Huế tại Đà Nẵng là cầu vượt 3 tầng hiện đại đầu tiên tại Việt Nam

Cầu vượt (tiếng Anh: overpass) là loại cầu được thiết kế, xây dựng cho một con đường vượt lên phía trên con đường khác, nhằm giúp luồng giao thông trên tuyến đường này tránh giao cắt với luồng giao thông trên tuyến đường kia. Các cầu vượt lớn được bố trí tại các nút giao thông khác mức. Trong khi đó, các cầu vượt nhỏ dành cho người đi bộ và người đi xe đạp qua đường (cầu bộ hành) thường được thiết kế ở các khu vực đông dân cư có đường lớn chạy qua.

## Lịch sử
Theo một số tài liệu về giao thông của Vương quốc Anh, những cây cầu vượt đã xuất hiện ở nước này từ những năm 1840 (cụ thể là 1843) bởi Đường sắt London và Croydon tại Ga Norwood Junction, London. Ban đầu, các cầu vượt được xây dựng để hệ thống đường sắt tách rời với những tuyến đường bộ. Thế nhưng, cầu vượt dần dần cho thấy rằng nó còn có thể đáp ứng việc giảm ùn tắc cho các tuyến đường bộ ở những khu vực nội đô đông đúc. Đặc biệt là các nút giao thông nối liền những tuyến đường huyết mạch của thành phố. Từ đó, các thành phố phát triển ở Hoa Kỳ và Châu Âu bắt đầu xây dựng cầu vượt.
Ban đầu, cầu vượt chỉ có 2 cho đến 3 tầng, nhưng cho đến sau Chiến tranh thế giới thứ hai, Hoa Kỳ đã phát triển một cách nhanh chóng, điều đó đồng nghĩa với việc mật độ giao thông tăng. Vì thế, họ đã nghĩ đến những hệ thống cầu vượt nhiều tầng hơn giúp cho việc lưu thông của người dân trở nên dễ dàng hơn. Vào năm 1949, một hệ thống cầu vượt 4 tầng đã được khánh thành ở thành phố Los Angeles, California và dần dần, nhiều cầu vượt tương tự đã được khánh thành ở nhiều tiểu bang khác như Connecticut, Louisiana, Michigan, Maryland,... Sau đó, nhưng cầu vượt nhiều tầng như vậy đã được biết đến và xây dựng ở Vương quốc Anh, Úc, Cộng hòa Nam Phi,...
Đến những năm đầu của thế kỷ 21, cầu vượt lại có bước tiến mới với hệ thống cầu vượt từ 5-6 tầng. Sau khoảng 3 năm xây dựng, vào tháng 12 năm 2005, một hệ thống cầu vượt 5 tầng đã được chính thức cho lưu thông tại Dallas, Texas, Hoa Kỳ Công trình này có chi phí khoảng 260 triệu USD và có 5 tầng với tầng trên cùng cao hơn 37 m so với mặt đất. Dù gặp nhiều khó khăn trong quá trình thiết kế và xây dựng nhưng bù lại nó đã thể hiện được vai trò giảm ùn tắc của mình. Hằng ngày, có khoảng hơn 500.000 lượt xe di chuyển qua hệ thống cầu vượt 5 tầng này ở Dallas. Ngoài Hoa Kỳ, Trung Quốc cũng phát triển các hệ thống cầu vượt nhiều tầng để giải quyết bài toán nan giải về giao thông ở một số thành phố lớn của nước này. Đến nay, Thượng Hải còn có cả một hệ thống cầu vượt 6 tầng hiện đại và họ đang áp dụng mô hình này để quy hoạch giao thông. 

## Các loại cầu vượt

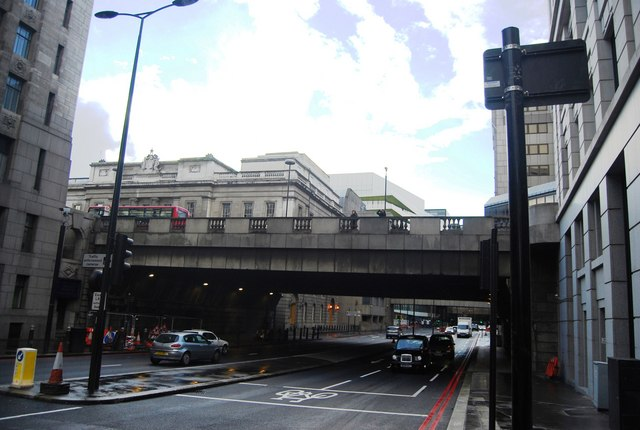
Cầu vượt đường bộ băng qua con đường Lower Thames, Vương quốc Anh

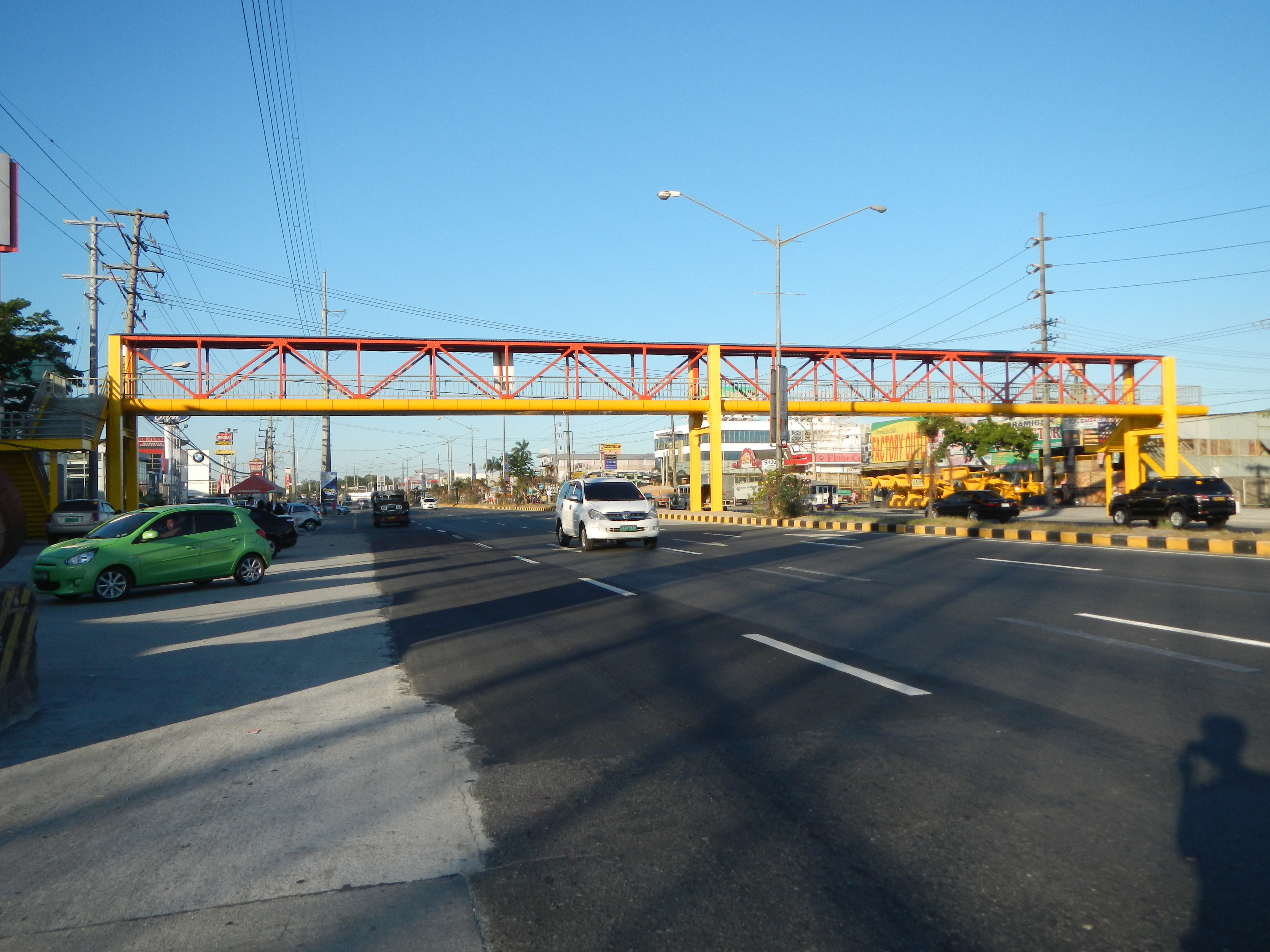
Cầu bộ hành dành cho người đi bộ ở San Fernando, Pampanga, Philippines

### Cầu bộ hành (Cầu đi bộ)
Cầu bộ hành là tên gọi cho những cây cầu vượt cho người đi bộ, dùng để bắc ngang qua các con sông, đường sắt và đường bộ (thay thế cho các lối qua đường cho người đi bộ ở dưới mặt đất).  

### Cầu vượt đường bộ
Cầu vượt đường bộ là tên gọi cho những cây cầu vượt bắc qua những đường giao thông khác ở dưới (thường thấy ở các ngã tư, ngã sáu,...) dùng để giảm ách tắc cho giao thông ở các đường cắt nhau.

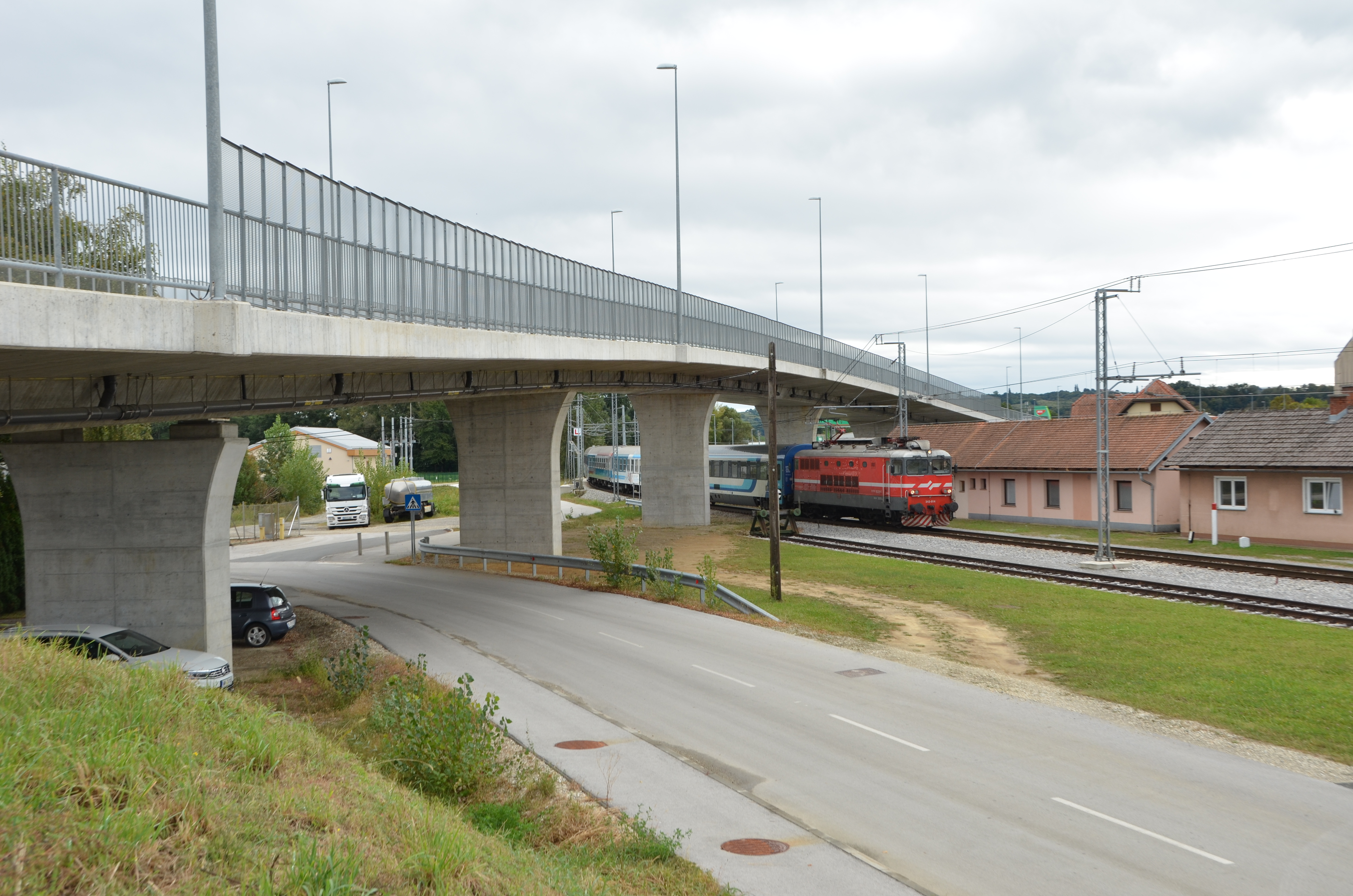
Cầu vượt đường sắt ở Ljutomer, Slovenia

### Cầu vượt đường sắt
Cầu vượt đường sắt là tên gọi cho những cây cầu vượt băng ngang qua đường sắt (dùng để thay thế cho các đường ngang băng qua đường sắt).

## Một số hình ảnh về các cây cầu vượt

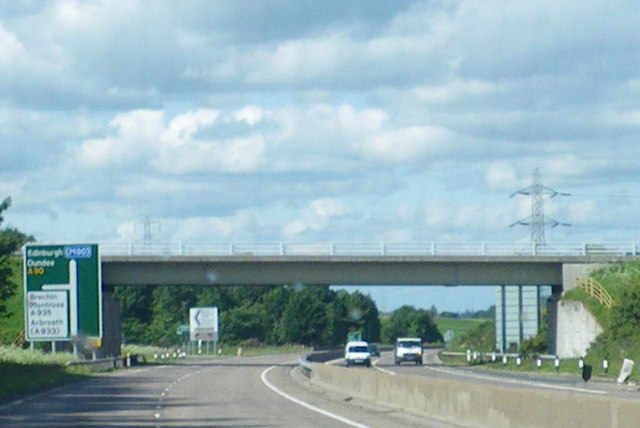
Cầu vượt đường A935, Anh
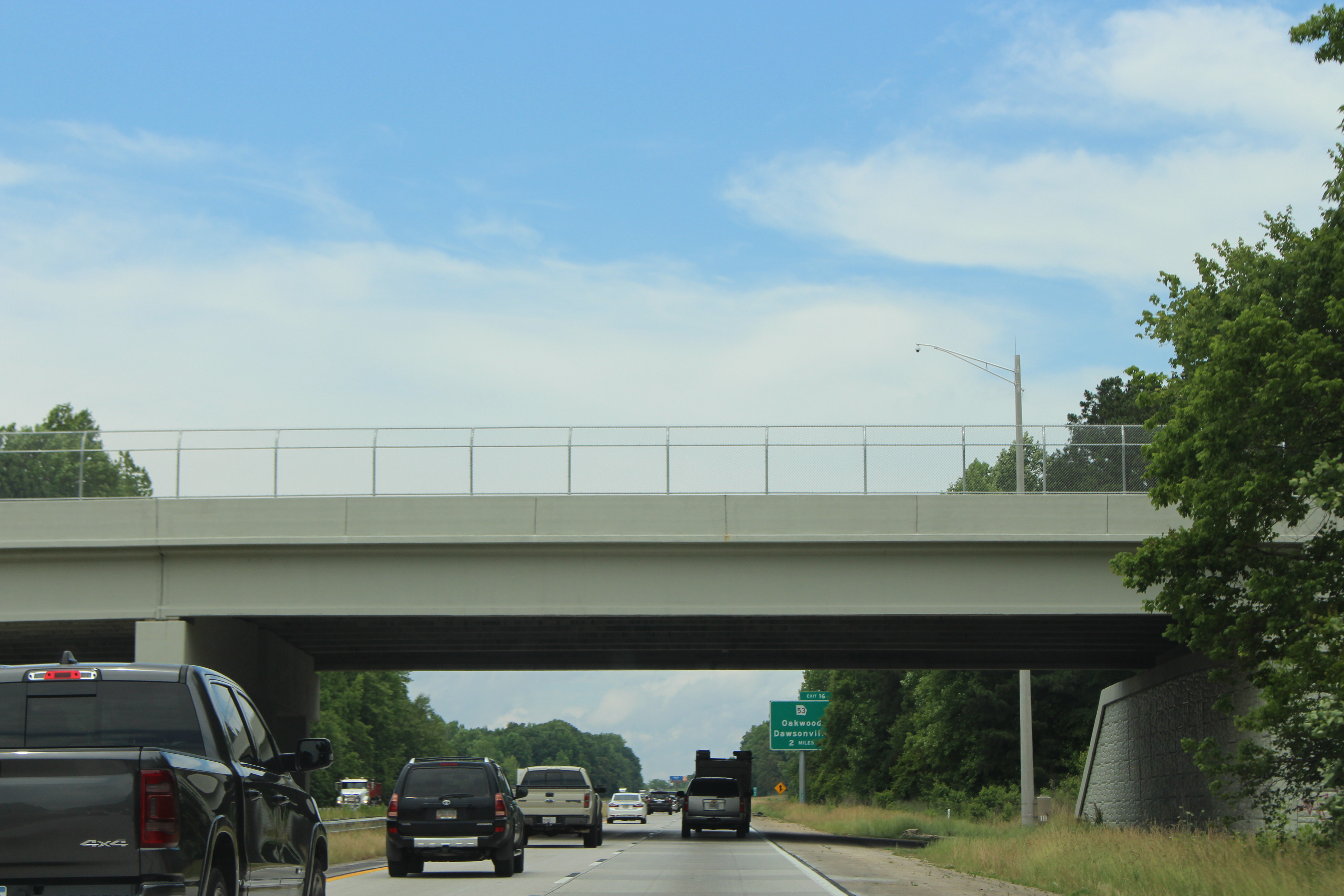
Cầu vượt ở Georgia, Hoa Kỳ
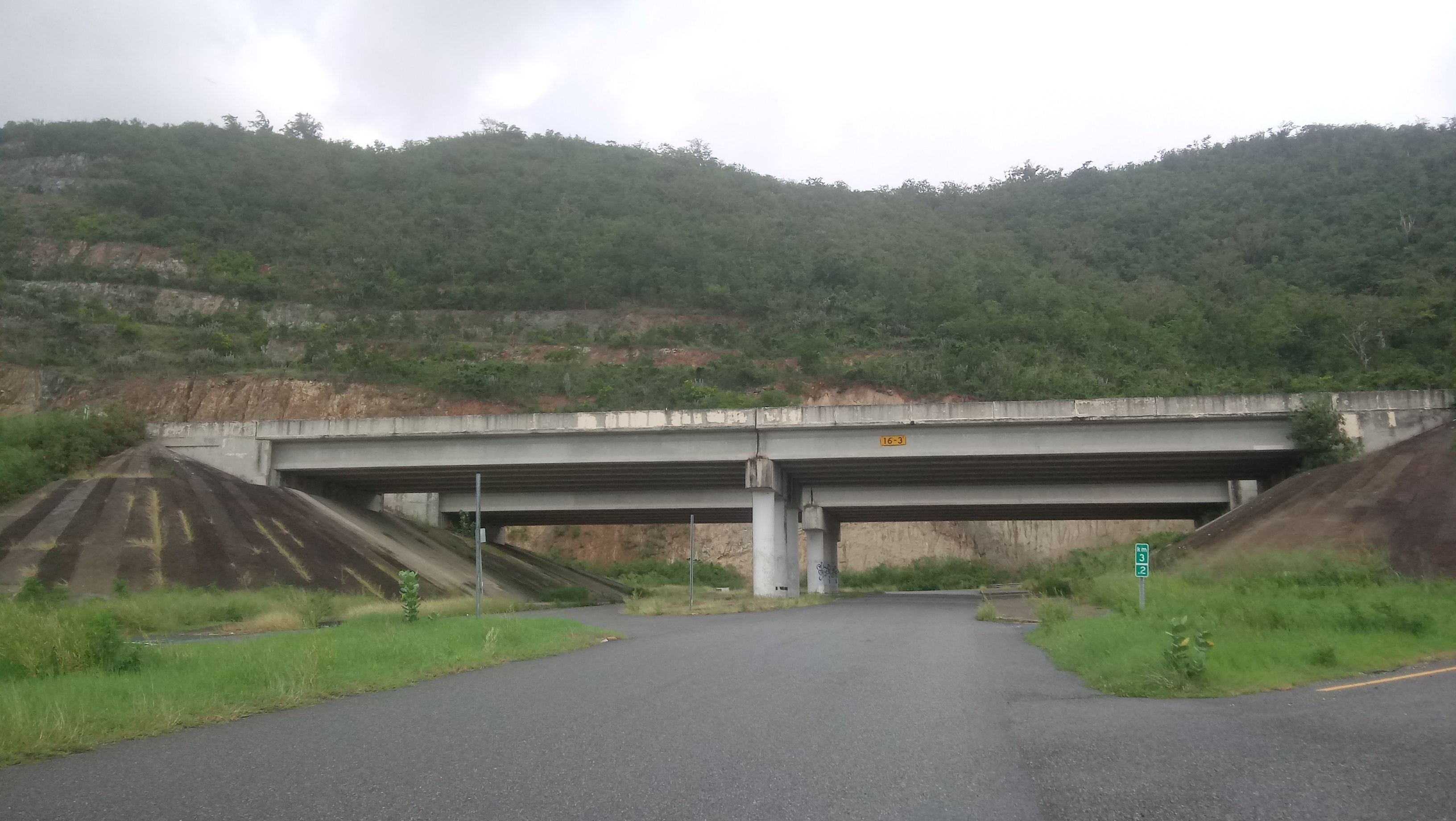
Cầu vượt tại Pozo Hondo, Guayama, Puerto Rico
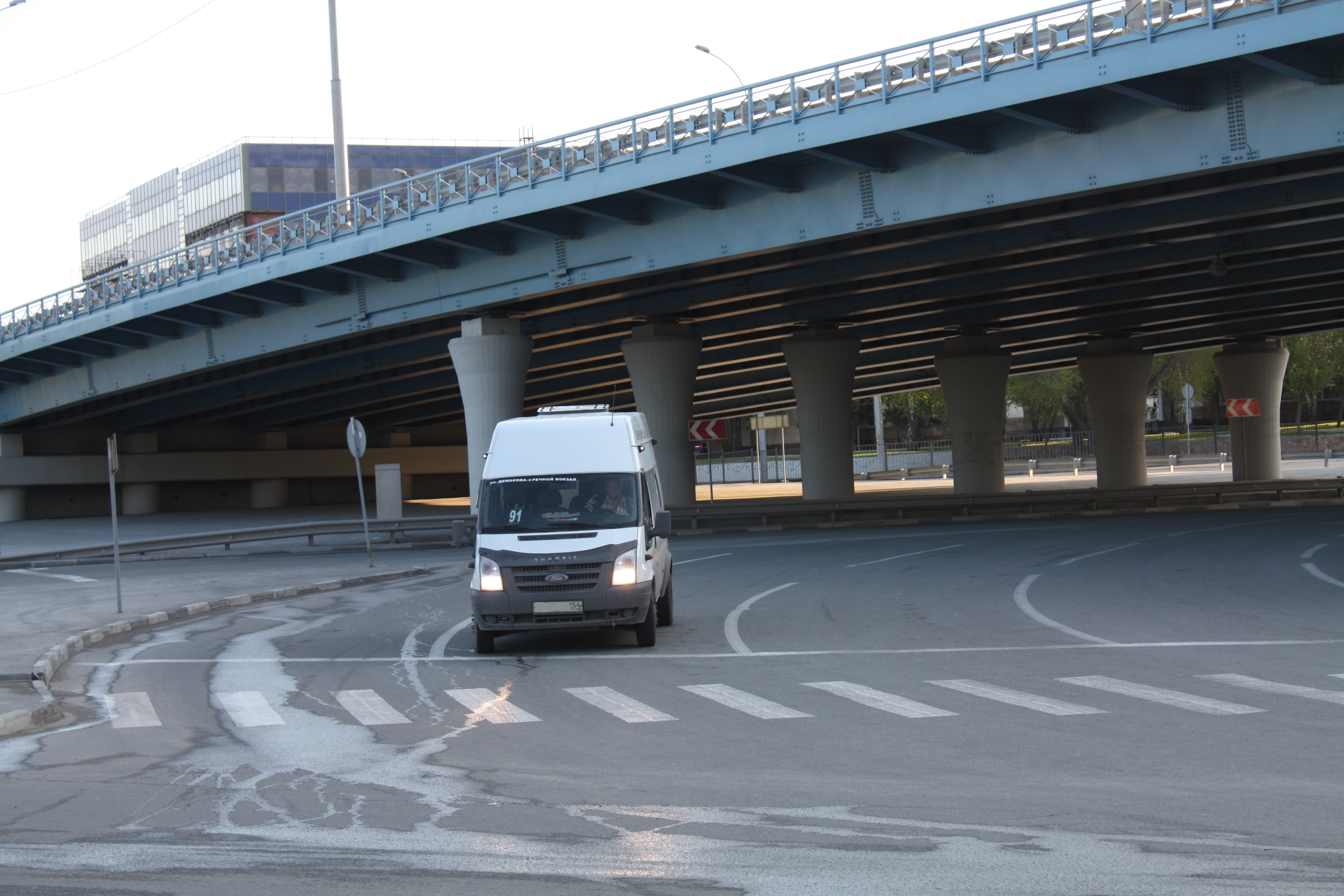
Cầu vượt nằm tại Novosibirsk, Nga
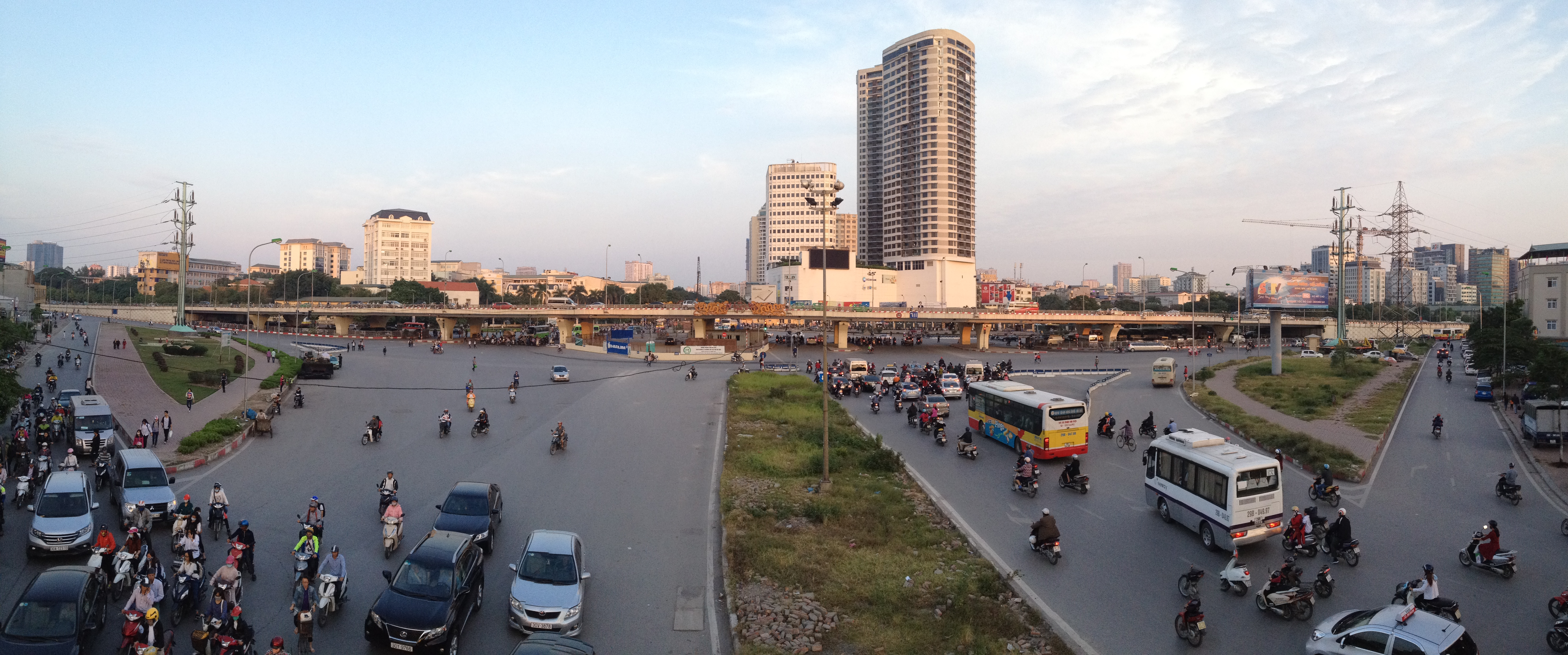
Cầu vượt Mai Dịch, Hà Nội, Việt Nam
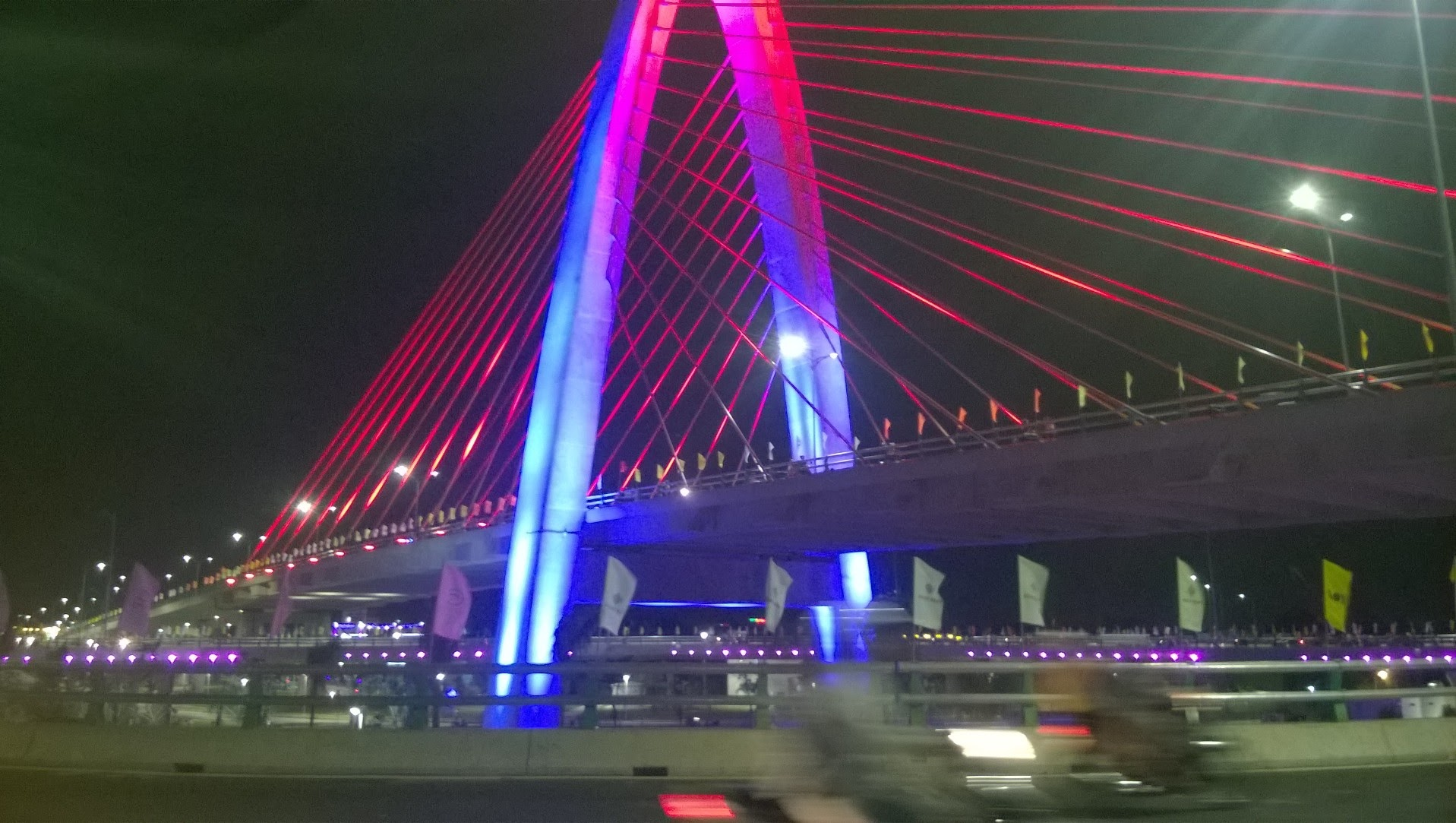
Cầu vượt Ngã Ba Huế, Đà Nẵng, Việt Nam
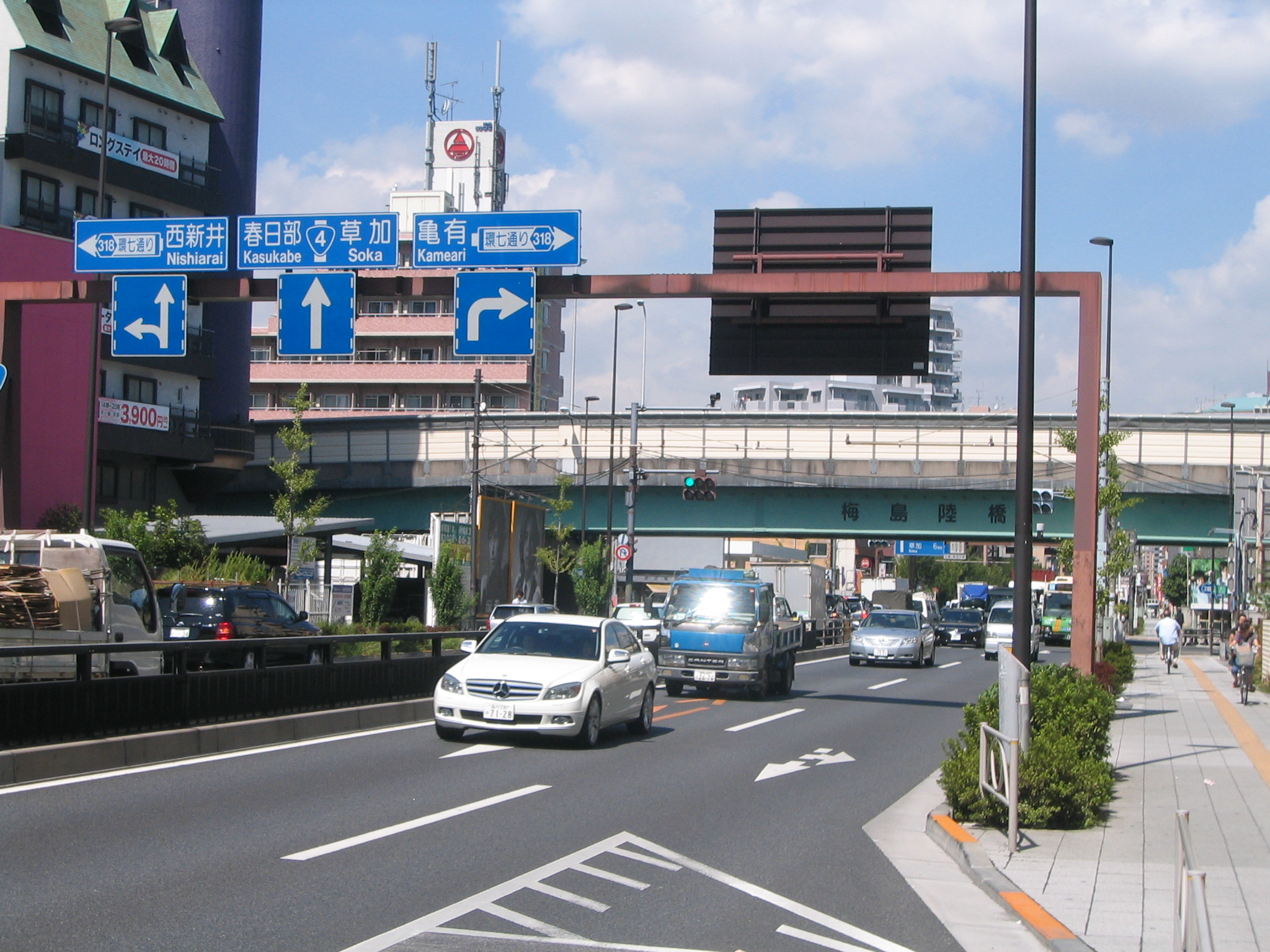
Cầu vượt gần Ga Umejima, Nhật Bản
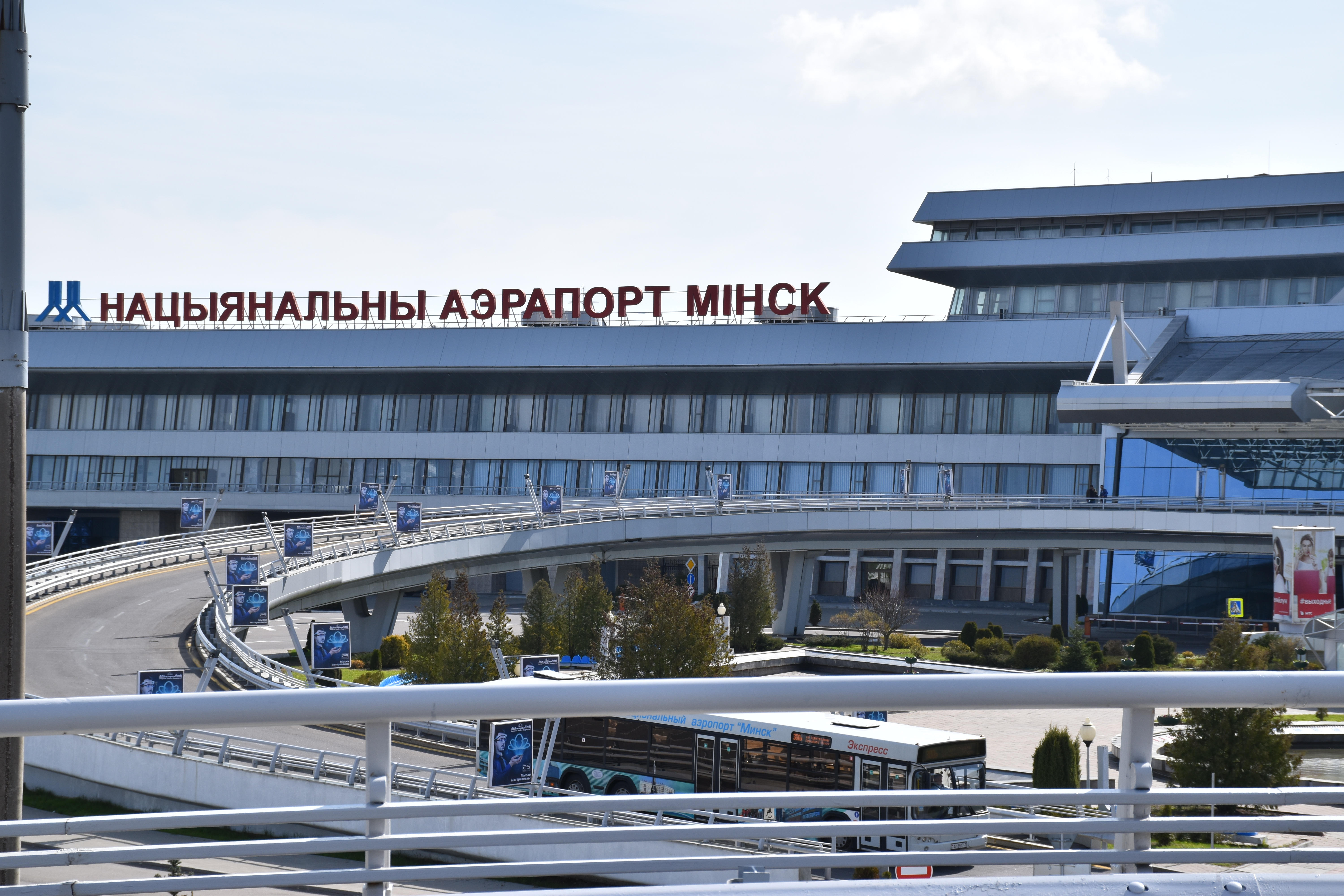
Cầu vượt ở Sân bay quốc gia Minsk, Belarus